# Ammomassilinidae
Ammomassilinidae es una familia de foraminíferos bentónicos de la superfamilia Rzehakinoidea, del suborden Schlumbergerinina y del orden Schlumbergerinida. Su rango cronoestratigráfico abarca desde el Daniense (Paleoceno inferior) hasta la Actualidad.

## Discusión
Clasificaciones previas hubiesen incluido Silicomassilininae en el suborden Textulariina del orden Textulariida o en el Orden Lituolida. También ha sido incluido en el suborden Rzehakinina y en el orden Rzehakinida, aunque estos taxones han sido considerados sinónimos posteriores de Schlumbergerinina y Schlumbergerinida respectivamente. Uno de sus géneros (Ammomassilina) fue incluido previamente en la familia Haurinidae, de la superfamilia Milioloidea, del suborden Miliolina y del orden Miliolida.

## Clasificación
Ammomassilinidae incluye a las siguientes subfamilias y géneros:
- Subfamilia Ammomassilininae
  - Ammomassilina
- Subfamilia Silicomassilininae
  - Silicomassilina †